# Florence Barker (Schwimmerin)
Florence „Florrie“ Barker, nach Heirat Florence Ashworth (* 23. März 1908 in Manchester; † 1986 in Penzance), war eine britische Schwimmerin, die eine olympische Silbermedaille gewann.

## Karriere
Florence Barker schwamm für den Southport Victoria Swimming Club, 1925 war sie ein Jahr beim Warrington Swimming Club.
Barker nahm 1923 erstmals an den britischen Meisterschaften teil. Im Jahr darauf konnte sie sich für die Teilnahme an den olympischen Schwimmwettbewerben 1924 in Paris qualifizieren. 
Dort gewann die 4-mal-100-Meter-Freistilstaffel aus den Vereinigten Staaten die Goldmedaille mit über 18 Sekunden Vorsprung vor der britischen Staffel mit Florence Barker, Constance Jeans, Grace McKenzie und Vera Tanner. Die Britinnen hatten ihrerseits ebenfalls 18 Sekunden Vorsprung auf die drittplatzierten Schwedinnen. Jeans und Tanner erreichten auch das Finale über 100 Meter Freistil und belegten hinter drei Schwimmerinnen aus den Vereinigten Staaten den vierten und fünften Platz. In diesem Einzelwettbewerb war Barker im Halbfinale ausgeschieden.